# 蘭嶼土防己
蘭嶼土防己（学名：Cyclea insularis）为防己科土防己屬下的一个种。